# 호모시스틴뇨증
호모시스틴뇨증은 효소의 결핍으로 인한 아미노산 메티오닌 대사의 유전적 장애이다. 그것은 유전되는 상염색체 열성 형질로, 아이가 영향을 받으려면 양쪽 부모로부터 결함 유전자의 사본을 물려받아야 한다. 호모시스틴뇨증의 증상은 비타민 B6, B12 또는 엽산 결핍으로 인해 발생할 수도 있다.
이 결함은 결합 조직, 근육, 중추신경계 및 심혈관계의 다체계 장애로 이어진다. 호모시스틴뇨증은 아미노산 호모시스테인이 혈청에 축적되고 호모시스테인이 소변으로 배출되는 것을 특징으로 하는 유전성 대사 장애 그룹을 나타낸다. 영아는 정상으로 보이며 초기 증상이 있는 경우 모호하다.
호모시스틴뇨증이라는 용어는 소변에서 티올 아미노산 호모시스테인의 배설 증가를 나타낸다(우연히 혈장 농도 증가도 나타남). 이러한 증가의 원인은 많은 대사 요인 중 하나일 수 있으며 그 중 하나만이 CBS 결핍이다. 기타에는 재메틸화 결함(코발라민 결함, 메티오닌 신타제 결핍, MTHFR )과 리보플라빈 (비타민 B2), 피리독살 인산 (비타민 B6), 엽산 (비타민 B9) 및 코발라민 (비타민 B12)을 포함한 비타민 결핍이 포함된다. 이에 비추어, 감별 진단에 도달하기 위해서는 실험실 진단에 대한 결합된 접근이 필요하다.
호모시스틴뇨증에 대한 특정 치료법은 발견되지 않았다. 그러나 많은 사람들이 고용량의 비타민 B6 (피리독신 이라고도 함)를 사용하여 치료를 받다. 50% 미만이 이 치료에 반응하며 남은 생애 동안 보충 비타민 B6을 섭취해야 한다.